# ブライアン (YouTuber)
ブライアン（1995年8月29日 - ）は、日本のYouTuber、元Viner。元kiii所属。

## 概要
神奈川県立追浜高等学校卒業。在日米軍勤務のアフリカ系アメリカ人の父と日本人の母を持つ日米ハーフ。Twitter(現・X)の6秒動画であるvineで人気を博し、日本人初となる10億回再生を達成した。アテレコ動画やラップ動画、「演じてみた」や日常のいわゆる「あるある」ネタの動画などで知られる。
ブライアンのラップ動画について、藤田直哉は、「ひどい下ネタのラップ」で荒削りではあるものの、音楽面での技術も高いと評している。飯田一史は、ポリティカル・コレクトネス上、ブライアンには問題がある発言が多いとしつつも、それがかえって動画の魅力の一つとなっていると述べている。
- 2024年6月18日、新チャンネル「朝のひとりごと」[8]を開設。